# Siran (Cantal)
Siran település Franciaországban, Cantal megyében. Lakosainak száma 461 fő (2022. január 1.). Siran Glénat, Laroquebrou, Montvert, Saint-Gérons, Saint-Saury, Goulles, Saint-Julien-le-Pèlerin és Sousceyrac-en-Quercy községekkel határos.

## Népesség
A település népessége az elmúlt években az alábbi módon változott:
| Lakosok száma | 721  | 650  | 606  | 519  | 494  | 489  | 476  | 462  | 460  | 461  |
|               | 1968 | 1982 | 1990 | 2006 | 2013 | 2015 | 2017 | 2019 | 2020 | 2022 |